# Ježinac (biljni rod)
Ježinac (lat. Sparganium), rod zeljastog močvarnog bilja, listopadnih i poluzimzelenih trajnica iz porodice rogozovki. Dvadesetak vrsta rašireno je osobito po Euroaziji i Sjevernoj Americi.
Cvjetovi su neugledni, jednospolni i jednodomni, skupljeni u jednospolne glavice, muške u gornjem, a ženske u donjem dijelu skupnoga cvata.
U Hrvatskoj su najčešći uspravni ježinac (S. erectum), jednostavni ježinac (S. emersum), plivajući ježinac (S. natans; sin. S. minimum).

## Vrste
1. Sparganium americanum Nutt.
2. Sparganium androcladum (Engelm.) Morong
3. Sparganium angustifolium Michx.
4. Sparganium confertum Y.D.Chen
5. Sparganium emersum Rehmann
6. Sparganium erectum L.
7. Sparganium eurycarpum Engelm.
8. Sparganium fallax Graebn.
9. Sparganium fluctuans (Engelm.) B.L.Rob.
10. Sparganium glomeratum (Laest. ex Beurl.) Beurl.
11. Sparganium gramineum Georgi
12. Sparganium hyperboreum Laest. ex Beurl.
13. Sparganium japonicum Rothert
14. Sparganium kawakamii H.Hara
15. Sparganium limosum Y.D.Chen
16. Sparganium × longifolium Turcz. ex Ledeb.
17. Sparganium natans L.
18. Sparganium × oligocarpon Ångstr.
19. Sparganium probatovae Tzvelev
20. Sparganium rothertii Tzvelev
21. Sparganium × speirocephalum Neuman
22. Sparganium × splendens Meinsh.
23. Sparganium stoloniferum (Buch.-Ham. ex Graebn.) Buch.-Ham. ex Juz.
24. Sparganium subglobosum Morong
25. Sparganium yunnanense Y.D.Chen